# Saison 7 de Flash
Chronologie
Saison 6 Saison 8
La septième saison de Flash (The Flash), série télévisée américaine, est constituée de dix-huit épisodes et a été diffusée du 2 mars 2021 au 20 juillet 2021 sur The CW, aux États-Unis.

## Synopsis
Dans le premier arc narratif de la saison, Mirror Monarch apparaît et menace la ville. Après avoir sauvé Iris du monde miroir, Barry et cette dernière parviennent à empêcher Eva McCulloch de détruire Central City. En ayant ramené la Vitesse Pure à la vie, Barry et Iris ont involontairement créé et libérés trois nouvelles forces de la nature, la Force Pure, l'Inertie Pure, et la Sagesse Pure, toutes trois liées à des individus normaux, qui sont leurs hôtes. Il semblerait que Barry et Iris soient leurs créateurs, et que les forces soient leurs enfants...
Dans le deuxième arc narratif de la saison, plusieurs Godspeed arrivent à Central City à la recherche de leur créateur, le mystérieux August Heart. Une guerre civile se prépare entre les drones Godspeed, en lutte contre eux-mêmes. Pendant ce temps-là, Nora West-Allen et Bart Allen, les futurs enfants de Barry et Iris, arrivent depuis le futur pour aider leurs parents à vaincre l'armée des Godspeed qui ravagent Central City...  

## Distribution

### Acteurs principaux
- Grant Gustin (VF : Alexandre Gillet) : Barry Allen / Flash
- Candice Patton (VF : Jessica Monceau) : Iris West-Allen
- Danielle Panabaker (VF : Marie Diot) : Dr Caitlin Snow / Frost
- Carlos Valdes (VF : Antoine Schoumsky) : Cisco Ramon / Mecha-Vibe (épisodes 2 à 6, 8 à 12, 17 et 18)
- Tom Cavanagh (VF : Serge Faliu) : Harrison « Nash » Wells (épisode 1) ; Dr Harrison Wells (Terre-Prime) (épisodes 2, 3 et 9) ; Eobard Thawne / Reverse Flash (épisode 18)
- Jesse L. Martin (VF : Frantz Confiac) : le capitaine Joe West
- Danielle Nicolet (VF : Julie Dumas) : Cecile Horton
- Kayla Compton (VF : Nastassja Girard) : Allegra Garcia
- Brandon McKnight (VF : Mike Fédée) : Chester P. Runk

### Acteurs récurrents
- Michelle Harrison (VF : Ivana Coppola) : Nora / La Vitesse Pure ; Joan Williams (8 épisodes)
- Carmen Moore (VF : Juliette Degenne) : Kristen Kramer (8 épisodes)
- Victoria Park : Kamila Hwang (6 épisodes)
- Christian Magby (VF : Jean-Michel Vaubien) : Deon Owens / L'Inertie Pure (5 épisodes)
- Stephanie Izsak : officier Daisy Korber (4 épisodes)
- Sara Garcia (VF : Géraldine Kannamma) : Alexa Rivera / Fuerza / La Force Pure (4 épisodes)
- Ennis Esmer (VF : Julien Sibre) : Bashir Malik / Psych / La Sagesse Pure (4 épisodes)
- Jon Cor (VF : Jim Redler) : Mark Blaine / Chillblaine (4 épisodes)
- Jessica Parker Kennedy (VF : Marie Giraudon) : Nora West-Allen / XS (4 épisodes)
- Natalie Dreyfuss (VF : Déborah Grall) : Sue Dearbon (3 épisodes - récurrence depuis la saison 6)
- Jordan Fisher : Bart Allen / Impulse (3 épisodes)
- Karan Oberoi : August Heart / Godspeed (3 épisodes)
- John Wesley Shipp (VF : Philippe Catoire) : Jay Garrick / Flash (2 épisodes - récurrence à travers les saisons)
- Patrick Sabongui (en) (VF : Nessym Guetat) : le commissaire David Singh (en) (2 épisodes - récurrence à travers les saisons)

### Invités
- Efrat Dor (en) (VF : Christine Braconnier) : Eva McCulloch / Mirror Monarch (épisodes 1 à 3)
- Ashley Rickards : Rosalind Dillon / Top (épisode 1)
- Natalie Sharp : Millie Rawlins / Sunshine (épisode 2)
- Jessica Hayles : Arielle Atkins (épisode 2)
- Nancy Hollister : Penelope Dearbon (épisode 3)
- Mark Brandon : Richard Dearbon (épisode 3)
- David Dastmalchian (VF : Luc Boulad) : Abra Kadabra (épisode 4)
- Donny Lucas : Chip Cooper (épisode 4)
- Milton Barnes (VF : Jean-Baptiste Anoumon) : Quincy P. Runk (épisode 6)
- Mark Sweatman : Matthew Norvok (épisode 8)
- Donna Soares (VF : Catherine Desplaces) : le juge Tanaka (épisode 8)
- Deb Podowski (VF : Brigitte Aubry) : Maître Strong (épisode 8)
- Jona Xiao : Carrie Bates / Rainbow Raider 2.0 (épisode 12)
- Alexa Barajas Plante (apparence physique) et Erika Soto (voix) (VF : Émilie Duchênoy) : Esperanza Garcia / Ultraviolet (épisodes 14, 15, 16)
- Jonathon Young (VF : Philippe Valmont) : Dr Olsen (épisode 14)
- Rick D. Wasserman (VF : Antoine Tomé) : Godspeed (voix, épisodes 15 à 18)
- David Ramsey (VF : Namakan Koné) : John « Dig » Diggle / Spartan (épisode 16)
- Julian Black Antilope : Adam Creyke (épisode 16)

## Production

### Développement
Le 7 janvier 2020, la série a été renouvelée pour une septième saison.

### Attribution des rôles
En janvier 2021, Jon Cor a obtenu le rôle récurrent du super vilain Chillblaine.

### Diffusions
Aux États-Unis, la saison a été diffusée du 2 mars 2021 au 20 juillet 2021 sur The CW.

## Liste des épisodes
1. Le Sacrifice des Wells
2. Cerveau supersonique
3. L'Invasion des profanateurs
4. Abra Kadabra est de retour
5. Faites de beaux cauchemars
6. Prisonnier du passé
7. Crise d'identité
8. Le Procès de Killer Frost
9. Réparer ses erreurs
10. Famille décomposée
11. Famille recomposée
12. Dernière vibe
13. Tomber le masque
14. Vacances éclair
15. L'Attaque des clones
16. La Team Arrow à la rescousse
17. À la poursuite de Godspeed
18. L'avenir commence aujourd'hui

### Épisode 1:Le Sacrifice des Wells
- États-Unis : 2 mars 2021 sur The CW[3]
- Canada : 4 mars 2021 sur Netflix[réf. nécessaire]
- France : 9 novembre 2021 sur SyFy[réf. nécessaire]
- Québec : 9 décembre 2021  sur Club Illico

- États-Unis : 1 million de téléspectateurs[4] (première diffusion)

### Épisode 2:Cerveau supersonique
- États-Unis : 9 mars 2021 sur The CW
- Canada : 11 mars 2021 sur Netflix
- France : 9 novembre 2021 sur SyFy
- Québec : 9 décembre 2021  sur Club Illico

- États-Unis : 989 000 téléspectateurs[5] (première diffusion)

### Épisode 3:L'Invasion des profanateurs
- États-Unis : 16 mars 2021 sur The CW
- Canada : 18 mars 2021 sur Netflix
- France : 16 novembre 2021 sur Syfy
- Québec : 9 décembre 2021  sur Club Illico

- États-Unis : 982 000 téléspectateurs[6] (première diffusion)

### Épisode 4:Abra Kadabra est de retour
- États-Unis : 23 mars 2021 sur The CW
- Canada : 25 mars 2021 sur Netflix
- France : 16 novembre 2021 sur Syfy
- Québec : 9 décembre 2021  sur Club Illico

- États-Unis : 979 000 téléspectateurs[7] (première diffusion)

- David Dastmalchian (Abra Kdabra)

### Épisode 5:Faites de beaux cauchemars
- États-Unis : 30 mars 2021 sur The CW
- Canada : 1er avril 2021 sur Netflix
- France : 23 novembre 2021 sur Syfy
- Québec : 9 décembre 2021  sur Club Illico

### Épisode 6:Prisonnier du passé
- États-Unis : 6 avril 2021 sur The CW
- Canada : 8 avril 2021 sur Netflix
- France : 23 novembre 2021 sur Syfy
- Québec : 9 décembre 2021  sur Club Illico

### Épisode 7:Crise d'identité
- États-Unis : 13 avril 2021 sur The CW
- Canada : 15 avril 2021 sur Netflix
- France : 30 novembre 2021 sur Syfy
- Québec : 9 décembre 2021  sur Club Illico

- Jon Cor : Mark Blaine / Chillblaine

### Épisode 8:Le Procès deKiller Frost
- États-Unis : 4 mai 2021 sur The CW
- Canada : 6 mai 2021 sur Netflix
- France : 30 novembre 2021 sur Syfy
- Québec : 9 décembre 2021  sur Club Illico

- Sara Garcia : Alexa Rivera / Fuerza / La Force Puissante

### Épisode 9:Réparer ses erreurs
- États-Unis : 11 mai 2021 sur The CW
- Canada : 13 mai 2021 sur Netflix
- France : 7 décembre 2021 sur Syfy
- Québec : 9 décembre 2021  sur Club Illico

### Épisode 10:Famille décomposée
- États-Unis : 18 mai 2021 sur The CW
- Canada : 20 mai 2021 sur Netflix
- France : 7 décembre 2021 sur Syfy
- Québec : 9 décembre 2021  sur Club Illico

### Épisode 11:Famille recomposée
- États-Unis : 25 mai 2021 sur The CW
- Canada : 27 mai 2021 sur Netflix
- France : 14 décembre 2021 sur Syfy
- Québec : 9 décembre 2021  sur Club Illico

### Épisode 12:Dernière vibe
- États-Unis : 8 juin 2021 sur The CW
- Canada : 10 juin 2021 sur Netflix
- France : 14 décembre 2021 sur Syfy
- Québec : 9 décembre 2021  sur Club Illico

### Épisode 13:Tomber le masque
- États-Unis : 15 juin 2021 sur The CW
- Canada : 17 juin 2021 sur Netflix
- France : 21 décembre 2021 sur Syfy
- Québec : 9 décembre 2021  sur Club Illico

### Épisode 14:Vacances éclair
- États-Unis : 22 juin 2021 sur The CW
- Canada : 24 juin 2021 sur Netflix
- France : 21 décembre 2021 sur Syfy
- Québec : 9 décembre 2021  sur Club Illico

### Épisode 15:L'Attaque des clones
- États-Unis : 29 juin 2021 sur The CW
- Canada : 1er juillet 2021 sur Netflix
- France : 28 décembre 2021 sur Syfy
- Québec : 9 décembre 2021  sur Club Illico

### Épisode 16:LaTeam Arrowà la rescousse
- États-Unis : 6 juillet 2021 sur The CW
- Canada : 8 juillet 2021 sur Netflix
- France : 28 décembre 2021 sur Syfy
- Québec : 9 décembre 2021  sur Club Illico

- Karan Oberoi : August Heart
- Julian Black Antelope : Adam Creyke

### Épisode 17:À la poursuite deGodspeed
- États-Unis : 13 juillet 2021 sur The CW[9]
- Canada : 15 juillet 2021 sur Netflix
- France : 4 janvier 2022 sur Syfy
- Québec : 9 décembre 2021  sur Club Illico

### Épisode 18:L'avenir commence aujourd'hui
- États-Unis : 20 juillet 2021 sur The CW[9]
- Canada : 22 juillet 2021 sur Netflix
- France : 4 janvier 2022 sur Syfy
- Québec : 9 décembre 2021  sur Club Illico